# Renault Austral
El Renault Austral es un SUV crossover compacto del segmento C fabricado y vendido al público por Renault. Se presentó al público en el Salón del Automóvil de París como sucesor del Kadjar y se construyó sobre la plataforma CMF-CD de tercera generación.   La fabricación empezó en julio de 2022 en La fábrica de Palencia en España. 
Sus derivados incluyen el nuevo Renault Espace de sexta generación, que es una versión familiar de batalla extendida del Renault Austral con siete plazas y el Renault Rafale, un SUV cupé. Los tres vehículos comparten el 75% de sus piezas. 

## Descripción general
El nombre del modelo "Austral" se deriva de la palabra proveniente del latín australis y es una marca registrada desde 2005. 
El Austral lleva el nuevo logo con inspiración retro, las luces LED tienen la firma titulada C-Shape de Renault, mientras que el habitáculo tiene forma de "L" 100% digital, con el fin de "envolver al conductor en un capullo". Una gran tira de luces LED se une al logo de Renault a ambos los 2 lados del portón trasero. El Austral adopta el nuevo lenguaje de diseño de Renault, denominado Sensual Tech.
Según Agneta Dahlgren, presidente del proyecto de diseño de Renault, "el resultado se materializa mediante la mezcla de formas generosas, hombros curvados, laterales sobresalientes y la integración de sutiles detalles técnicos como los faros de alta tecnología. que enfatizan su diseño de identidad”. 

El salpicadero del Austral, denominado OpenR, está inspirado en gran medida en el del Renault Mégane E-Tech pero el diseño ha sido modificado levemente. 

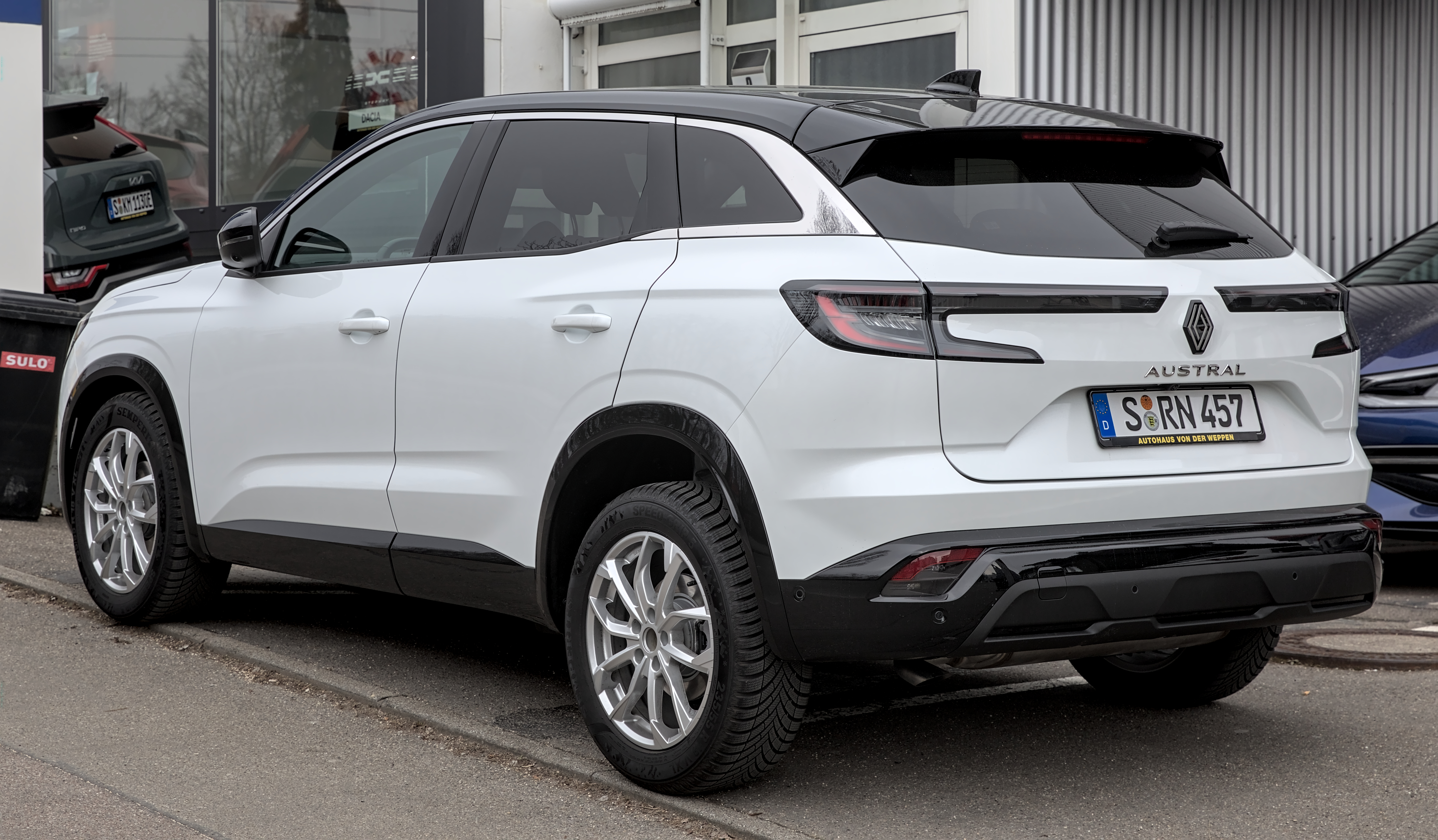
Vista posterior
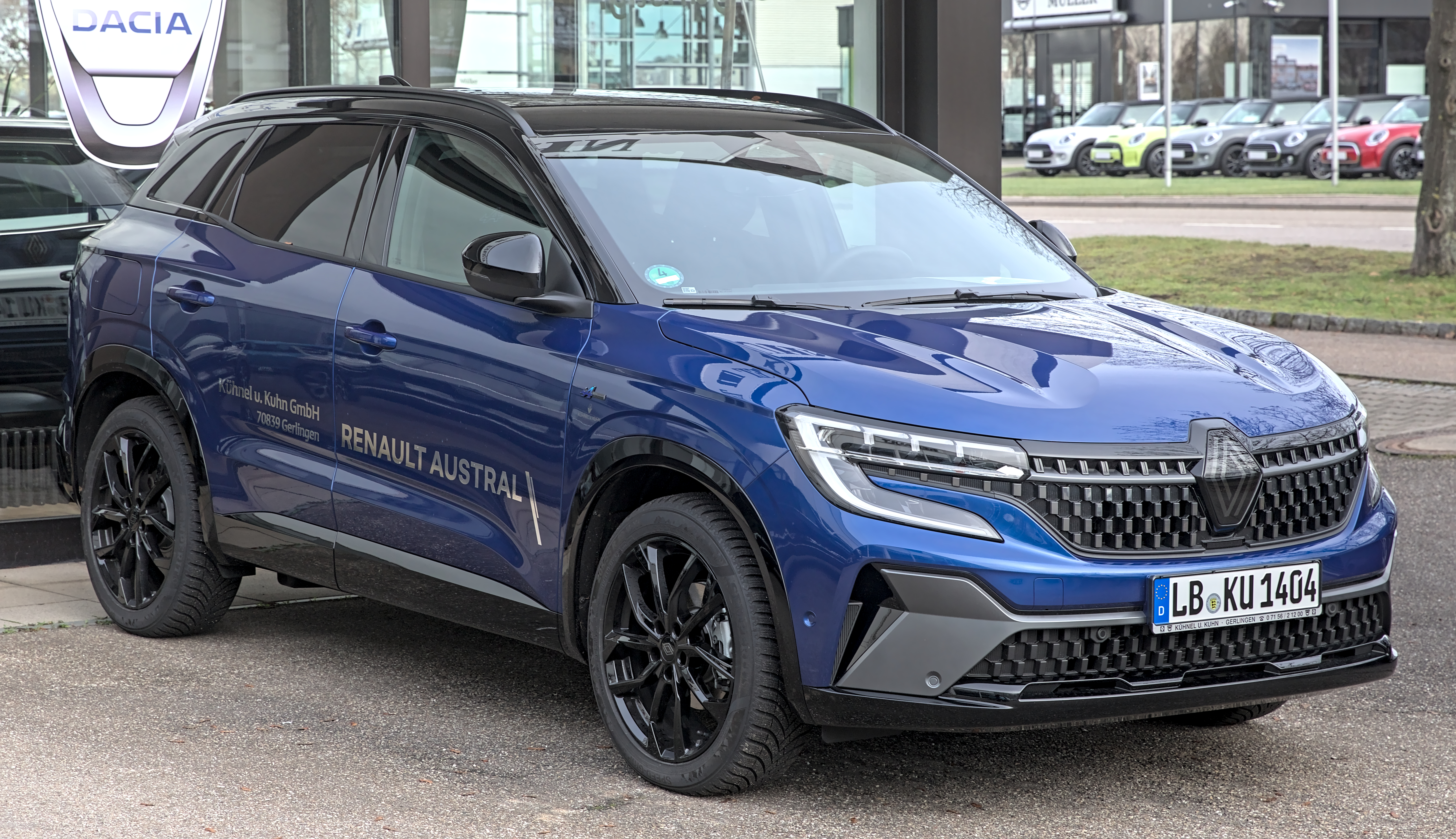
Vista anterior del Austral Espirit Alpine
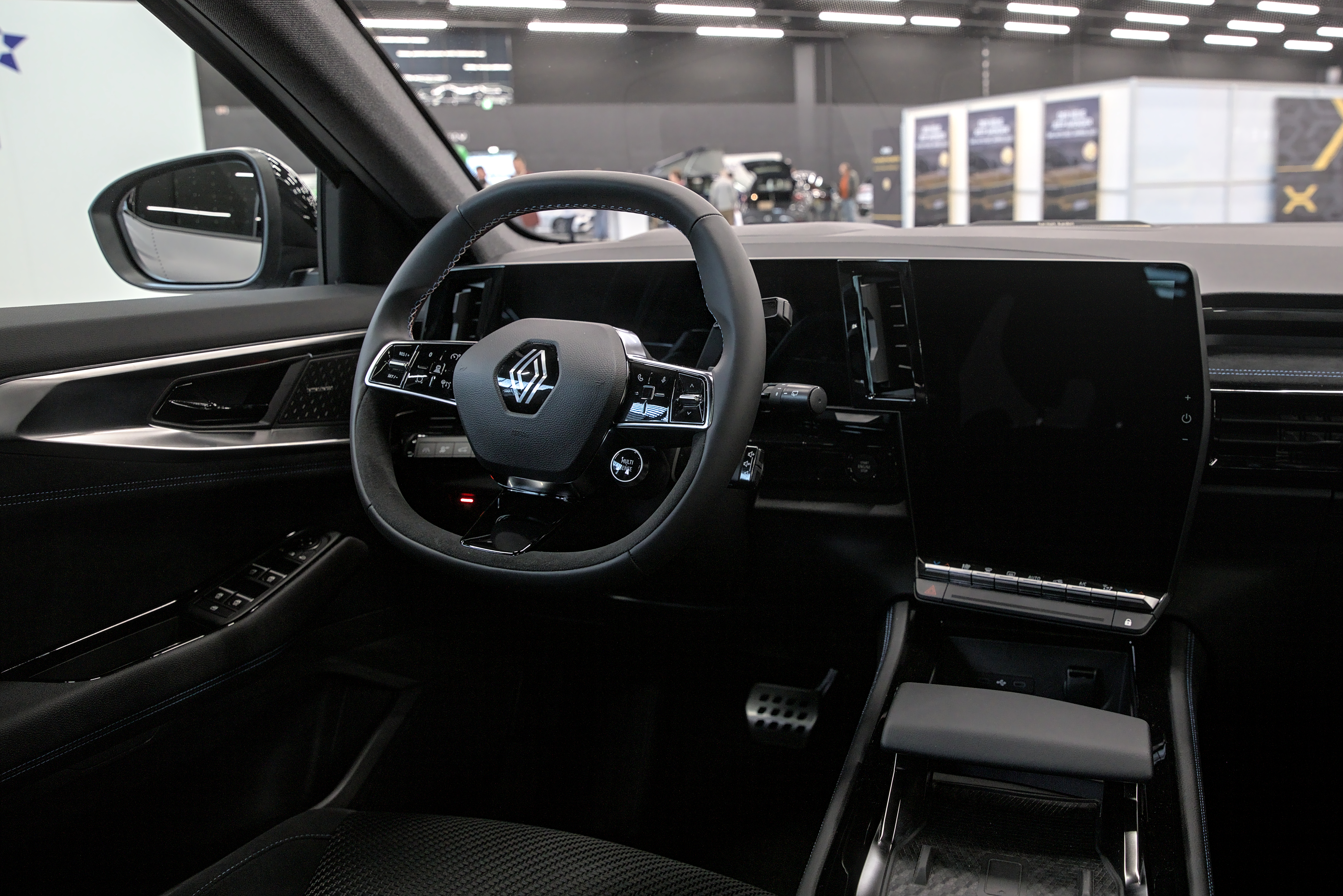
Vista interior

## Motorizaciones
| Modelo                         | Código                    | Tipo                      | Cilindrada                | Fuerza                          | Torque | Caja de Velocidades                        | Batería                          | Velocidad máxima                  | 0–100 kilómetros por hora (0–62 mph) | El consumo de combustible                               | Emisiones de CO2                     | Notas                     |                           |
| Híbrido enchufable (PHEV)      | Híbrido enchufable (PHEV) | Híbrido enchufable (PHEV) | Híbrido enchufable (PHEV) | Híbrido enchufable (PHEV)       | Híbrido enchufable (PHEV) | Híbrido enchufable (PHEV)                  | Híbrido enchufable (PHEV)        | Híbrido enchufable (PHEV)         | Híbrido enchufable (PHEV)            | Híbrido enchufable (PHEV)                               | Híbrido enchufable (PHEV)            | Híbrido enchufable (PHEV) | Híbrido enchufable (PHEV) |
| ------------------------------ | ------------------------- | ------------------------- | ------------------------- | ------------------------------- | --- | ------------------------------------------ | -------------------------------- | --------------------------------- | ------------------------------------ | ------------------------------------------------------- | ------------------------------------ | ------------------------- | ------------------------- |
| 1.3 híbrido suave 12V          | H5Ht                      | i4 turbo                  | 1333 cc                   | 140 CV (142 PD; 104 kilovatios) | 260 N⋅m (26,5 kg⋅m; 192 libras⋅pie) | manual de 6 velocidades </br> CVT X-Tronic | Iones de litio de 12 V           | 175 kilómetros por hora (109 mph) | 10,7 segundos                        | 6.2 L/100 kilómetros (16,1 km/l; 45,6 mpg               | 139–142 gramos/km (7,9–8,1 oz/milla) | Cumple con Euro 6d        |                           |
| 1.3 híbrido suave 12V          | H5Ht                      | i4 turbo                  | 1333 cc                   | 160 CV (162 PD; 119 kilovatios) | 270 N⋅m (27,5 kg⋅m; 199 lb⋅ft) a 1800 rpm                                                                                              | CVT X-Tronic                               | Iones de litio de 12 V           | 175 kilómetros por hora (109 mph) | 9,7 segundos                         | 6.2–6.3 L/100 kilómetros (16,1–15,9 km/l; 45,6–44,8 mpg | 141–142 gramos/km (8,0–8,1 oz/milla) | Cumple con Euro 6d        |                           |
| 1.2 Híbrido Suave Avanzado 48V | HR12                      | i3 turbo                  | 1199 cc                   | 130 CV (132 PD; 97 kilovatios)  | 205 N⋅m (20,9 kg⋅m; 151 libras⋅pie) | manual de 6 velocidades                    | Iones de litio de 48 V           | 175 kilómetros por hora (109 mph) | 8,4 segundos                         | 5.3 L/100 kilómetros (18,9 km/l; 53.3 mpg               | 123 g/km (7,0 oz/milla)              | Cumple con Euro 6d        |                           |
| 1.2 E-Tech totalmente híbrido  | HR12                      | i3 turbo                  | 1199 cc                   | 200 CV (203 PD; 149 kilovatios) | Motor HIELO : 205 N⋅m (20,9 kg⋅m; 151 libras⋅pie) </br> Motor eléctrico : 205 N⋅m </br> Combinado: 410 N⋅m (41,8 kg⋅m; 302 libras⋅pie) | automática de 7 velocidades                | Iones de litio de 400 V, 1,7 kWh | 175 kilómetros por hora (109 mph) | 8,4 segundos                         | 4.7 L/100 kilómetros (21,3 km/l; 60.1 mpg               | 105–106 gramos/km (6,0–6,0 oz/milla) | Cumple con Euro 6d        |                           |

## Seguridad
En otoño de 2022 Euro NCAP probó el Austral para puntuar su seguridad y recibió cinco estrellas, la máxima puntuación. 

## Modelos relacionados

### Renault Espace
Artículo Principal: Renault Espace

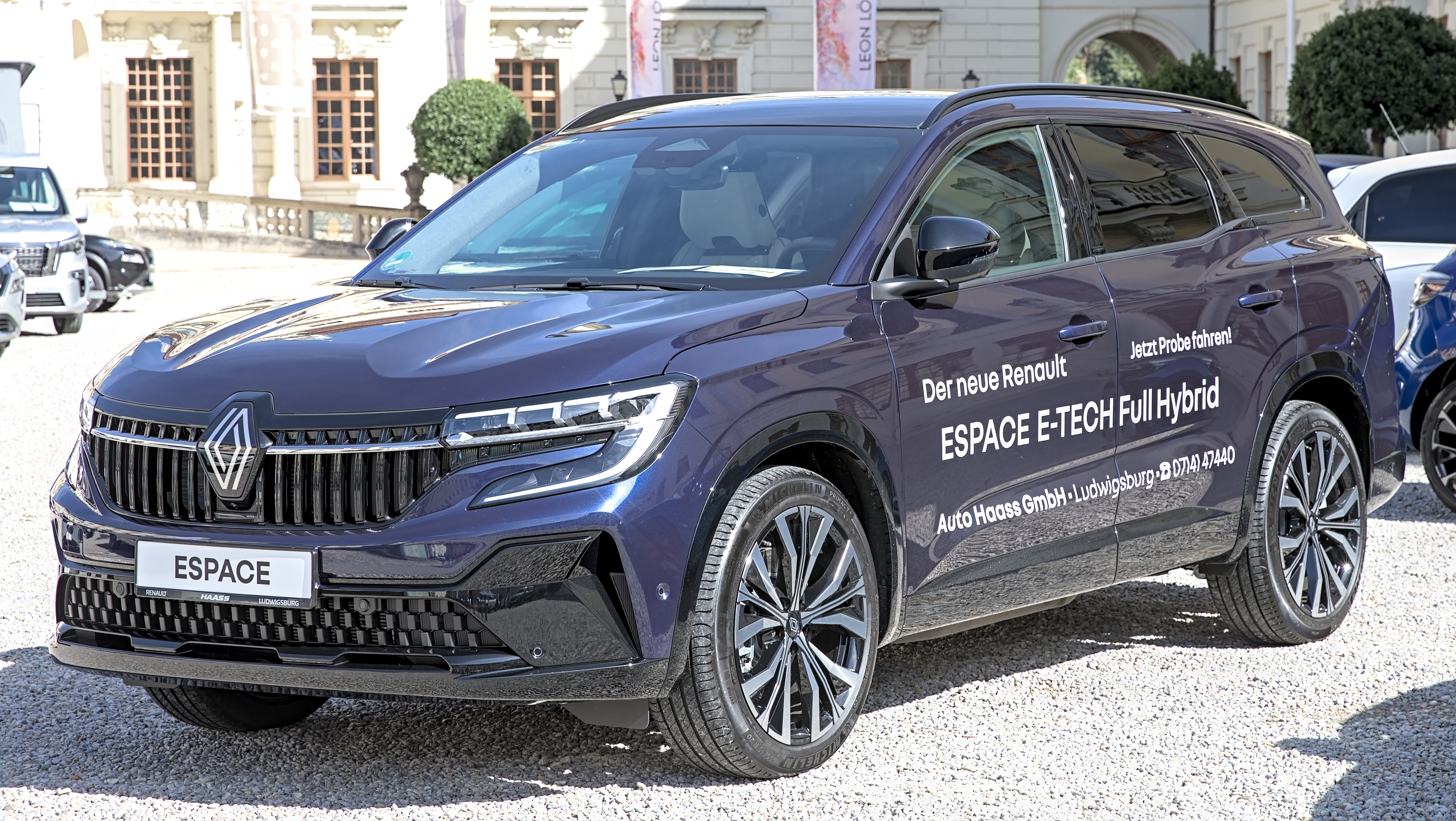
Renault Espace

Presentado al mundo por primera vez el 28 de marzo de 2023, el Renault Espace de sexta generación está basado en gran medida en el Austral y comparte la mayoría de los paneles de la carrocería, incluida la parte delantera. 
Cuenta con una distancia entre ejes ampliada y está disponible en versiones de 2 y 3 filas. Es  140 milímetros (5,5 in) más corto en longitud que la generación anterior. 
El Renault Espace está a la venta desde primavera de 2023  y se produce en la fábrica de Palencia en España junto con el Austral.  Sin embargo, no está disponible en el mercado Británico.  

### Renault Rafale
Artículo Principal: Renault Rafale

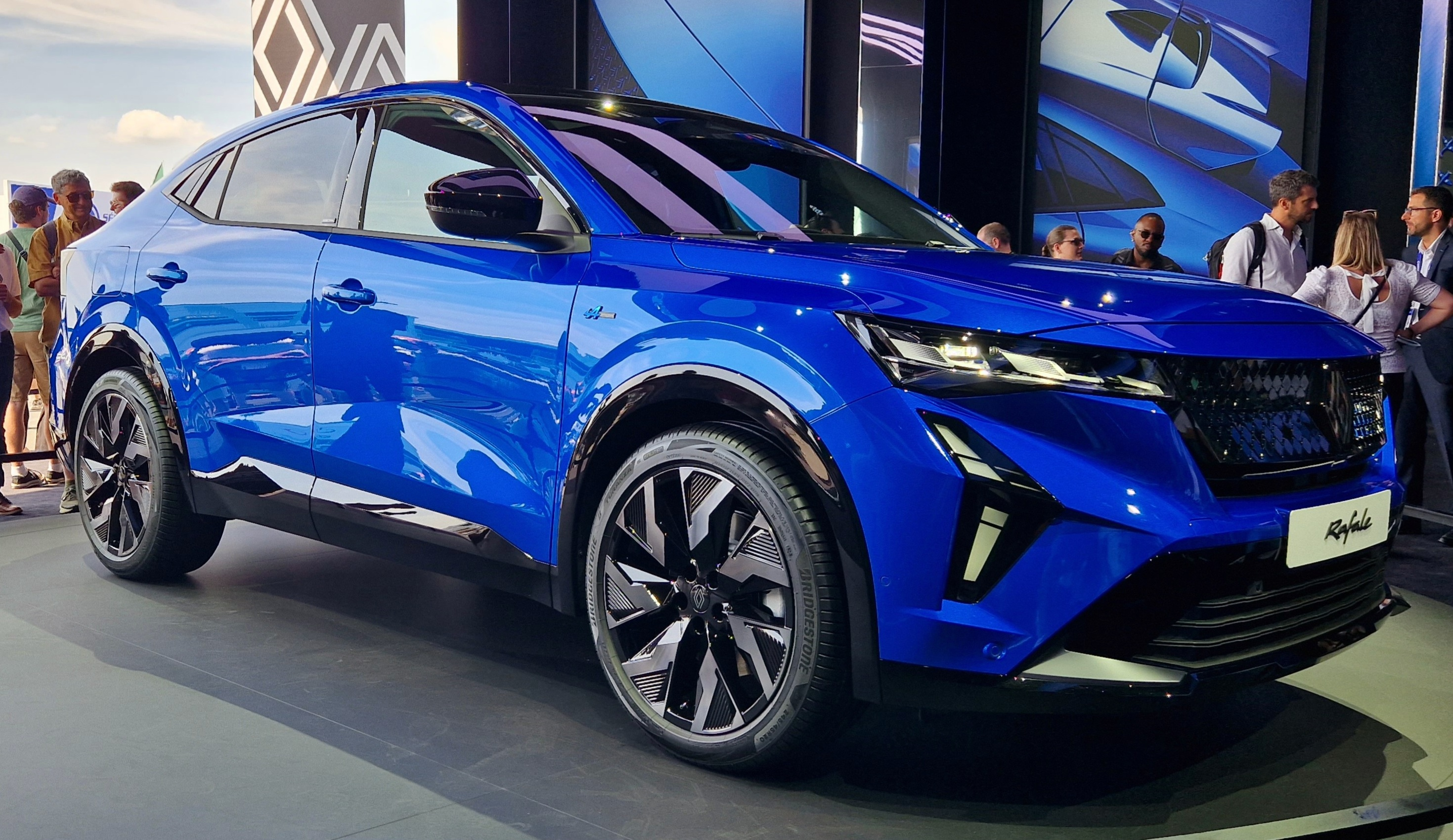
Renault Rafale

El Rafale (Con código interno DHN ) es un SUV cupé presentado al mundo el 18 de junio de 2023 en el 54º Salón Aeronáutico de París en Le Bourget . 
Si bien comparte la plataforma CMF-CD con sus homólogos Austral y Espace, presenta un diseño diferente con paneles de carrocería nuevos, siendo el primer vehículo de producción de la marca diseñado únicamente según el nuevo lenguaje visual hecho por Gilles Vidal . 
El Rafale tiene el nombre del avión C.460 Rafale introducido en 1934 por la compañía de aviones Caudron -Renault, aunque el nombre también se utilizó en el avión de guerra Dassault Rafale .   El vehículo recibió un nuevo sistema de motorización híbrido enchufable con 300 CV (304 PD; 224 kW) y tracción a las 4 ruedas mediante la instalación de un nuevo motor eléctrico en el eje trasero. 